# Karl-Schwering-Platz

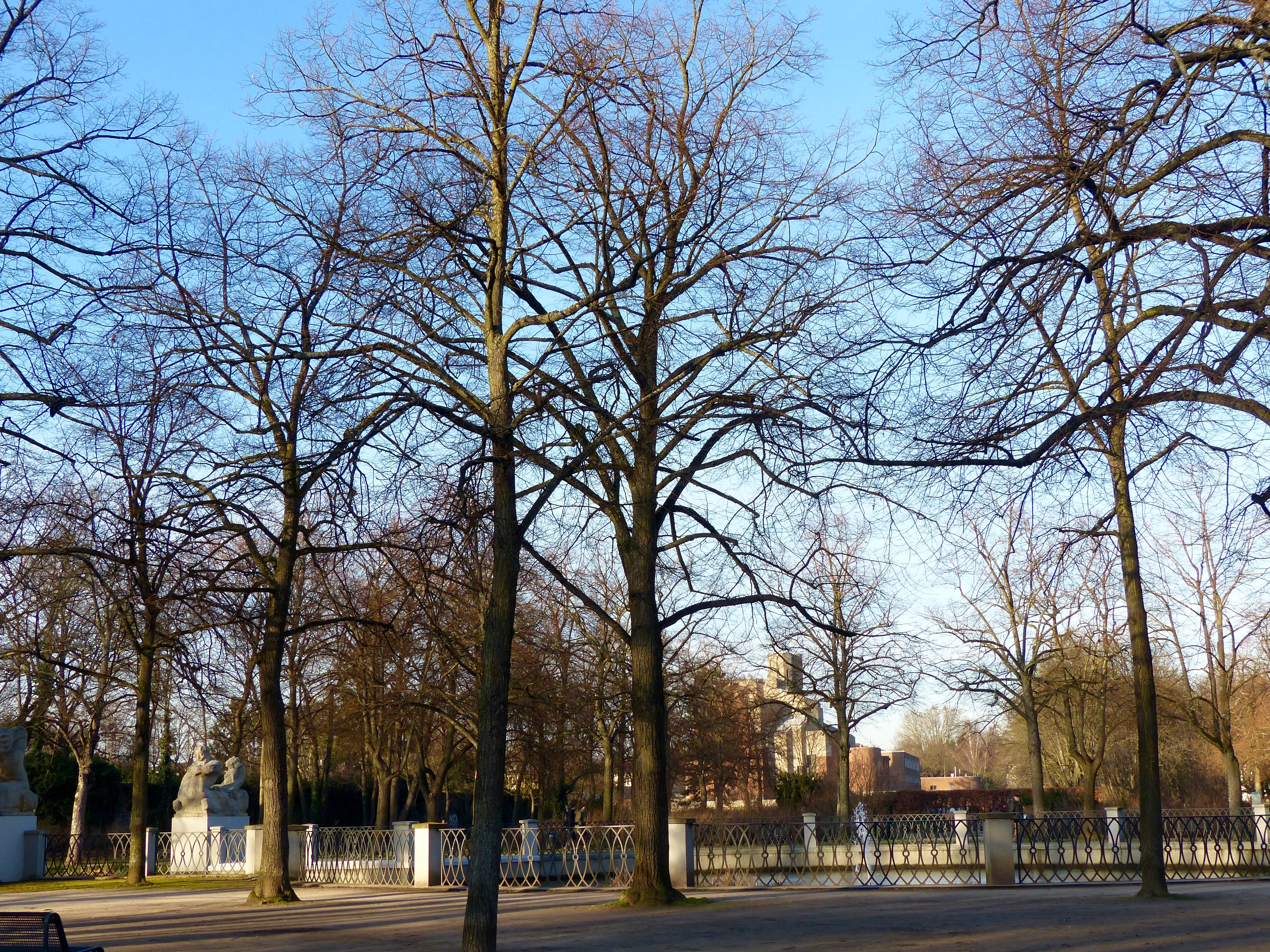
Karl-Schwering-Platz

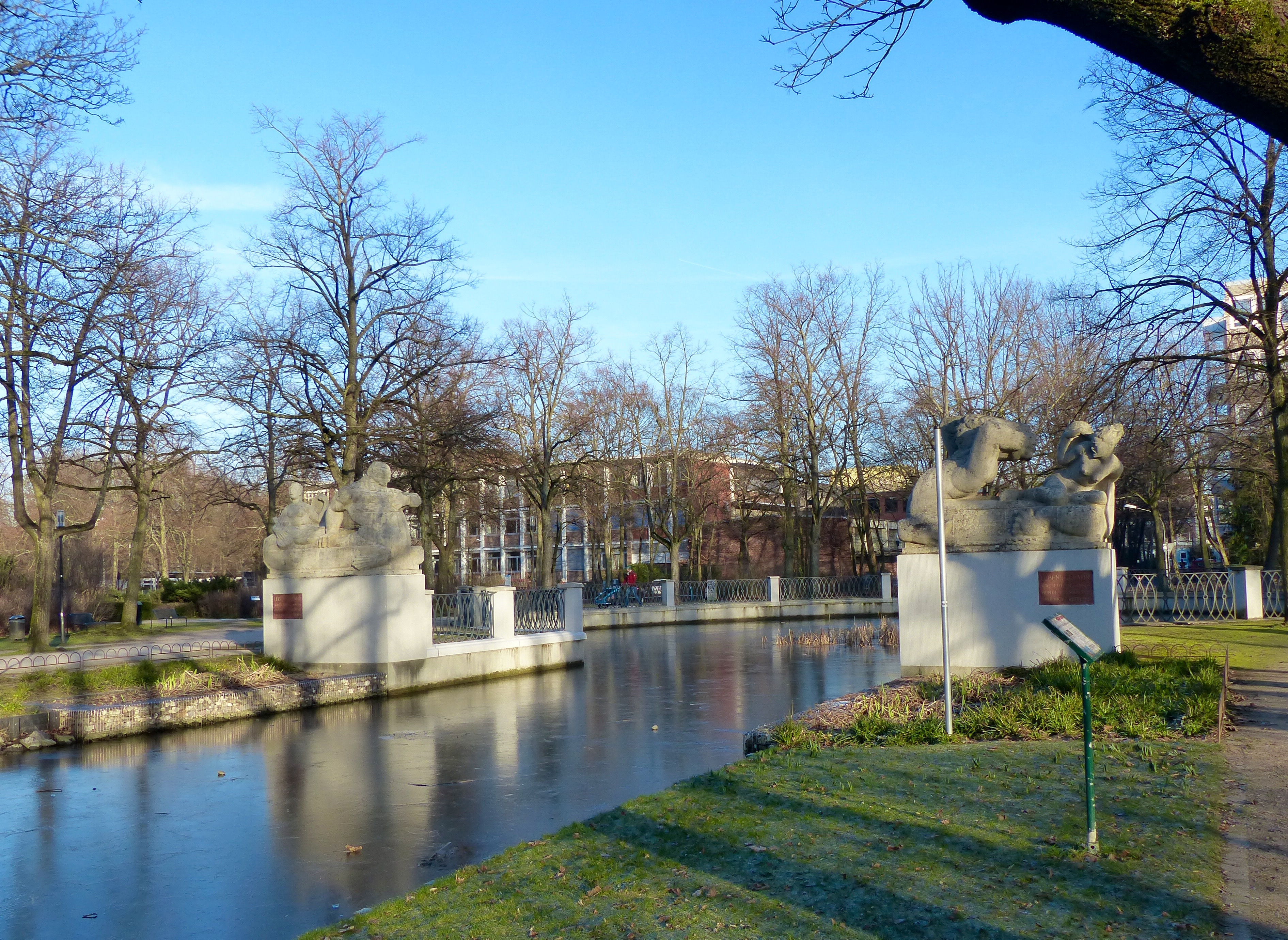
Rautenstrauchkanal mit der Skulpturengruppe Kentaur und Najade.

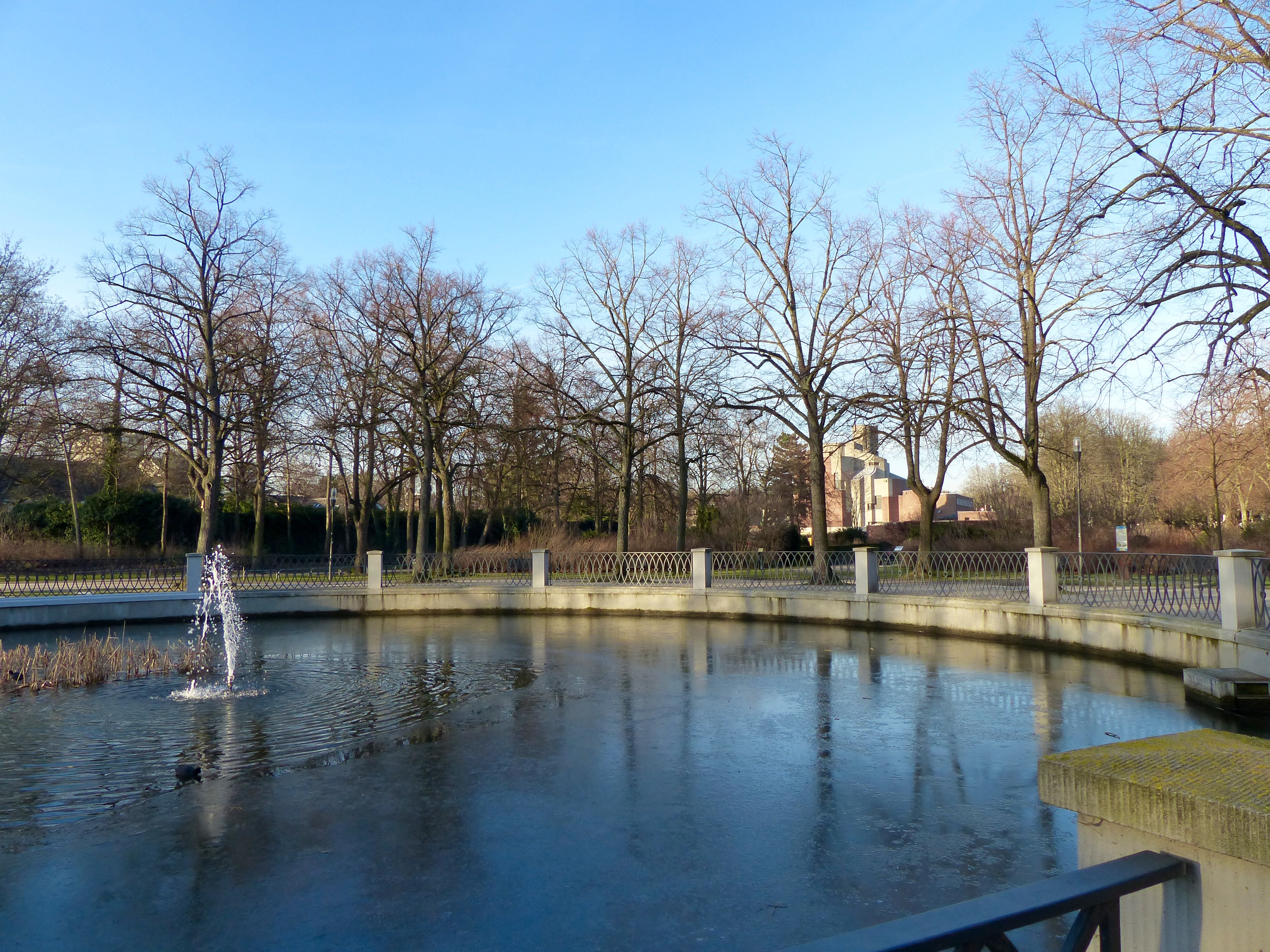
Rundbecken am Rautenstrauchkanal im Bereich des Karl-Schwering-Platzes

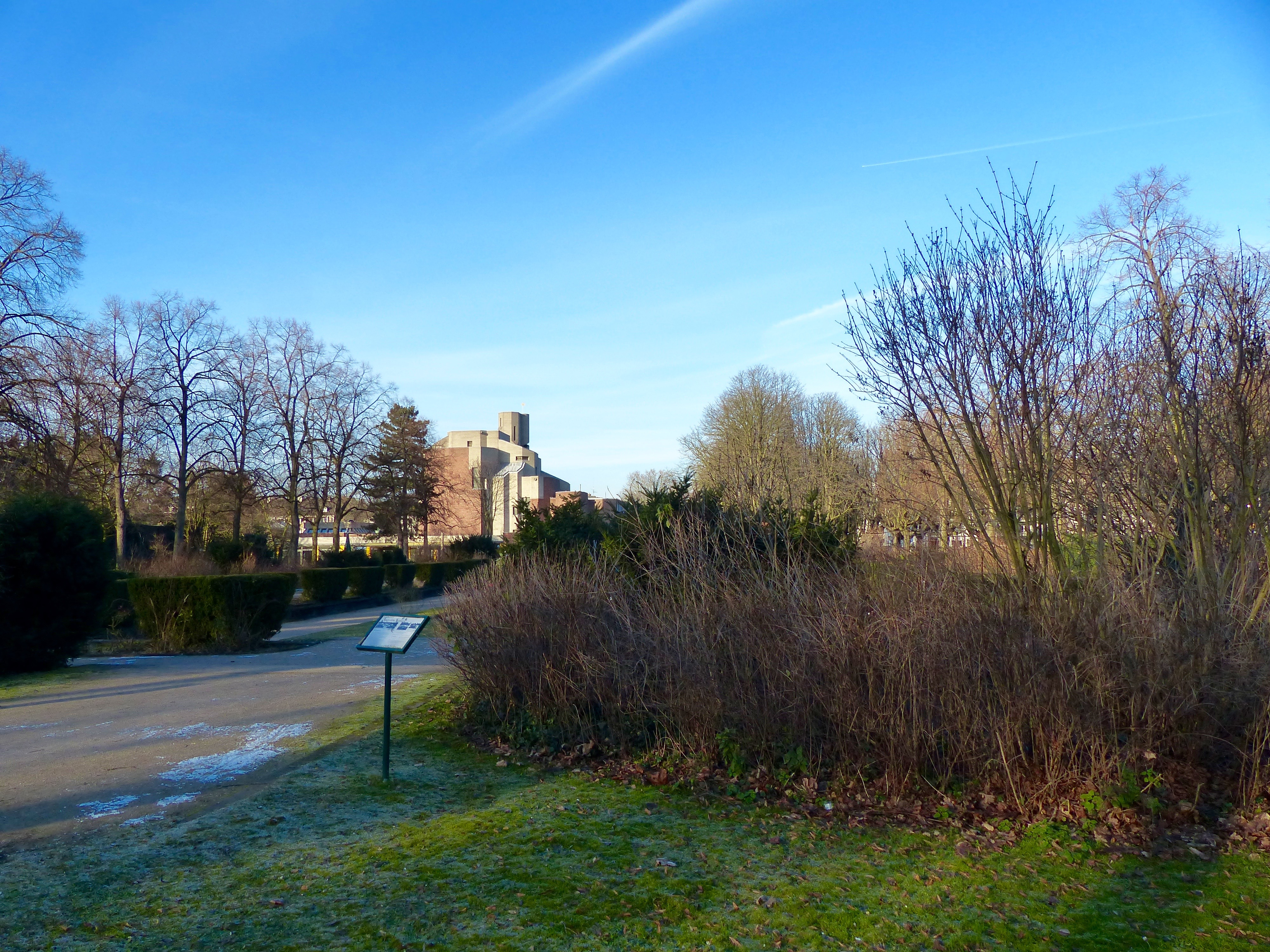
Eingang zum Senkgarten, im Hintergrund die Kirche Christi Auferstehung

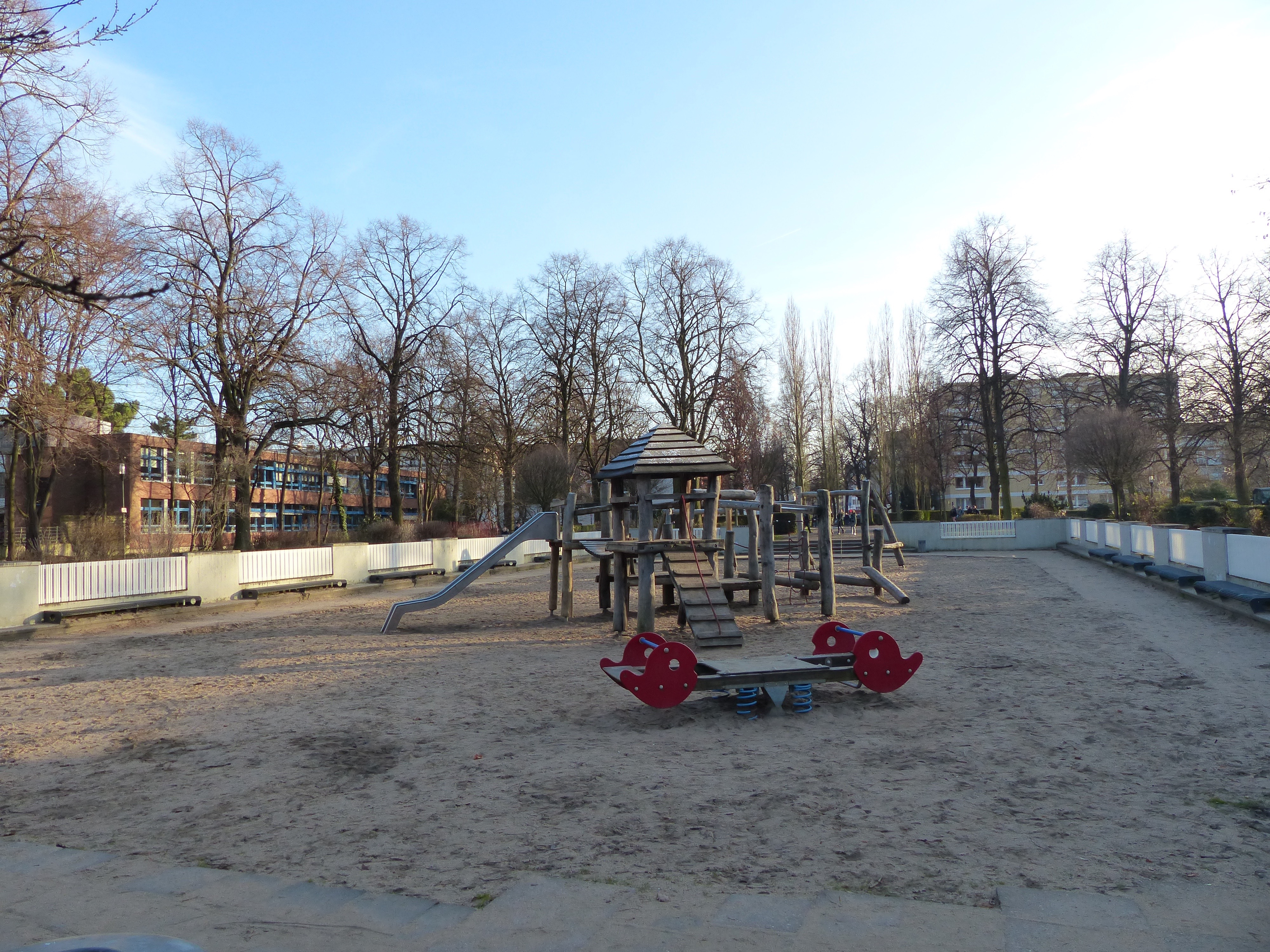
Spielplatzanlage am Karl-Schwering-Platz

Der Karl-Schwering-Platz ist eine 1925 durch Gartenbaudirektor Fritz Encke konzipierte Grünanlage im Kölner Stadtbezirk Lindenthal. Die Platzanlage ist ein Teil des Grünzugs des Lindenthaler Kanals, der als Verbindung zwischen dem Inneren Grüngürtel am Aachener Weiher und dem Stadtwald im Äußeren Grüngürtel auf Initiative des damaligen Kölner Oberbürgermeisters Konrad Adenauer angelegt wurde.
Der langgestreckte Platz wurde nach dem ehemaligen Direktor des Apostelgymnasium, Karl Schwering (1846–1925) benannt.

## Abgrenzung
Die Platzanlage stellt die Verbindung zwischen den beiden Teilkanälen des Lindenthaler Kanals, dem Clarenbach- und Rautenstrauchkanal, her und endet heute an der Dürener Straße, von der aus sie erschlossen wird. Ursprünglich wurde als Karl-Schwering-Platz lediglich die Grünanlage zwischen der Dürener Straße und der Frangenheim- bzw. Biggestraße bezeichnet. Heute wird die Spielplatzanlage, das Wasserbecken am Rautenstrauchkanal und der Senkgarten westlich der Brucknerstrasse in den Karl-Schwering-Platz einbezogen. Die Aachener Straße, die parallel zur Dürener Straße nördlich vorbeiführt, ist vom Platz aus nur fußläufig bis zur Brucknerstraße zu erreichen.

## Geschichte
Die Grünanlage wurde auf der Grundlage des Generalbebauungsplans von Fritz Schumacher, den er in den Jahren 1920 bis 1923 aufgestellt hat, zeitgleich mit dem Bau des Lindenthaler Kanals angelegt. Im Bereich des Karl-Schwering-Platzes wird der Lindenthaler Kanal – um das Gelände des Klosters zum Guten Hirten herum – um 200 Meter nach Süden versetzt und als Rautenstrauchkanal weitergeführt. Dieser beginnt auf dem Karl-Schwering-Platz mit einem Rundbecken, das mit einem schmiedeeisernem Gitter eingefasst ist. Zu beiden Seiten des Kanals befinden sich seit 1930 zwei Skulpturen aus Muschelkalk von Eduard Schmitz nach den Entwürfen von Georg Grasegger – Kentaur und Najade.
Nördlich des Rundbeckens befindet sich ein Senkgarten mit Rosenrabatten und Ruhebänken. In der Mitte der kleinen Gartenanlage wurde von Fritz Encke ein Seerosenbecken angelegt. Umrahmt wird die Gartenanlage durch eine halbhohe Mauer mit niedrigen Büschen.
Südlich des Rundbeckens befindet sich ein Kinderspielplatz mit mehreren Spiel- und Klettergeräten, der von Blumenbeeten umgeben ist. Nach Süden schließt sich ein kleiner quadratischer Platz an, auf dem ein Rondell aus Pappeln gepflanzt wurde.
Zu Beginn des 21. Jahrhunderts war die Parkanlage wenig gepflegt, zugewuchert und teilweise verfallen. Mit Hilfe der Kölner Grün Stiftung, die auf Initiative von Paul Bauwens-Adenauer und Patrick Adenauer gegründet wurde, und dem Grünflächenamt der Stadt Köln wurde die Anlage schrittweise erneuert und neu bepflanzt. Mit Hilfe einer Privatspende konnte 2011 der Rosengarten wieder instand gesetzt werden.
Im Jahr 2015 wurden auch die schadhaften Wege im Bereich des Senkgartens erneuert.

## Anlieger
Neben dem Apostelgymnasium liegen noch die Liebfrauenschule Köln, die Fachschule des Möbelhandels, eine Förderschule (Rückseite), die Kirche Christi Auferstehung sowie die Tanzschule Van Hasselt am Platz. Im Weiteren liegt die Humanwissenschaftliche Fakultät der Universität zu Köln und weitere Spezialschulen im Einzugsbereich.